# Milan Associazione Calcio 2000-2001
Questa voce raccoglie le informazioni riguardanti il Milan Associazione Calcio nelle competizioni ufficiali della stagione 2000-2001.

## Stagione

Il neoacquisto Gianni Comandini.

Per la stagione 2000-2001 vengono acquistati il portiere brasiliano Nelson Dida, l'attaccante Gianni Comandini (capocannoniere del precedente campionato cadetto), il difensore brasiliano Roque Júnior e il centrocampista argentino Fernando Redondo, campione d'Europa col Real Madrid, che tuttavia non collezionerà presenze con il Milan a causa di un serio infortunio nel precampionato; il difensore Francesco Coco torna dal prestito. A gennaio viene acquistato il difensore georgiano Kakhaber Kaladze, mentre lascia il club l'argentino Roberto Ayala.

Il tandem formato da Cesare Maldini e Mauro Tassotti, subentrato all'esonerato Alberto Zaccheroni, condurrà il Milan al piazzamento europeo.

In agosto gli uomini di Zaccheroni affrontano e superano vittoriosamente il turno preliminare di UEFA Champions League contro i croati della Dinamo Zagabria (3-1 e 3-0), assicurandosi così l'accesso al tabellone principale. La competizione prosegue con le vittorie nella prima fase a gironi contro Beşiktaş (4-1 e 2-0) e Barcellona (battuto per 2-0 al Camp Nou, prima del 3-3 al Meazza) e con il pareggio e la sconfitta col Leeds. Nella seconda fase a gironi della Champions, il Milan, inserito nel gruppo con Galatasaray, Paris Saint-Germain e Deportivo La Coruña ottiene un successo, quattro pareggi e una sconfitta. Nell'ultimo incontro giocato a marzo, costretto alla vittoria interna contro il Deportivo La Coruña, non va oltre l'1-1 ed è perciò estromesso dalla massima competizione europea per club: svanisce così la possibilità di disputare la finale nello stadio di casa. L'eliminazione costa la panchina a Zaccheroni, che è sostituito dalla coppia formata da Cesare Maldini e Mauro Tassotti, rispettivamente in qualità di direttore tecnico e allenatore. Tassotti in seguito rimarrà a fianco degli allenatori rossoneri come vice, fino al 2015.
Dopo un buon inizio di campionato, nel mese di dicembre la squadra accusa un calo di rendimento. Maldini e Tassotti,  esordiscono a marzo con un 4-0 interno contro il Bari, e alla fine il Milan si piazza al 6º posto in Serie A, qualificandosi per la Coppa UEFA 2001-2002. La squadra vince il derby in trasferta contro l'Inter per 6-0 l'11 maggio 2001 grazie alle doppiette di Comandini e Ševčenko e ai gol di Federico Giunti e Serginho; è dalla nascita del campionato di Serie A a girone unico (stagione 1929-1930) che un derby di Milano non termina con uno scarto così ampio. Comandini contro l'Inter segna le uniche due reti di un campionato caratterizzato, sotto il profilo personale, da numerosi infortuni; con la sua doppietta al debutto nella stracittadina meneghina, l'attaccante cesenate eguaglia Paolo Rossi, che era stato autore di un simile exploit nel 1985. I due in seguito saranno imitati dal francese Olivier Giroud nel 2022.
In Coppa Italia il Milan viene eliminato in semifinale dalla Fiorentina, guidata dal tecnico turco Terim (che nella stagione successiva sarà chiamato proprio sulla panchina dei rossoneri): i toscani, poi vincitori del trofeo, impattano per 2-2 a Milano e si impongono per 2-0 a Firenze, estromettendo i lombardi, che avevano superato negli ottavi il Torino e nei quarti l'Atalanta.

## Divise e sponsor
Lo sponsor tecnico per la stagione 2000-2001 è Adidas, mentre lo sponsor ufficiale è Opel. Nella gara di UEFA Champions League del 20 febbraio in trasferta contro il Paris Saint-Germain sulle maglie rossonere compare il logo Opel Corsa La divisa è una maglia a strisce verticali della stessa dimensione, rosse e nere, con pantaloncini e calzettoni neri. La divisa di riserva è completamente bianca, mentre la terza divisa è completamente nera. In occasione delle celebrazioni per il centenario dal primo scudetto, il 6 maggio 2001 i giocatori sono scesi in campo contro il Perugia con una maglia a strisce rosse e nere più sottili.
| Casa | Trasferta | Terza divisa | Centenario 1º scudetto | 1ª portiere | 2ª portiere | 3ª portiere |

| 4ª portiere | 5ª portiere |

## Organigramma societario
Area direttiva
- Presidente: Silvio Berlusconi
- Vice presidenti: Adriano Galliani (vicario), Paolo Berlusconi, Franco Baresi, Gianni Nardi
- Amministratore delegato: Adriano Galliani
- Direttore generale: Ariedo Braida

Area organizzativa
- Direttore organizzativo: Umberto Gandini
- Team manager: Silvano Ramaccioni

Area comunicazione
- Direttore comunicazione: Vittorio Mentana
- Capo ufficio stampa: Paolo Tarozzi

Area tecnica
- Direttore tecnico: Cesare Maldini (dal 14 marzo 2001)[13]
- Allenatore: Alberto Zaccheroni (fino al 14 marzo 2001), Mauro Tassotti (dal 14 marzo 2001)[13]
- Allenatore in seconda: Stefano Agresti (fino al 10 marzo 2001)
- Preparatori dei portieri: Maurizio Guido, poi Luigi Romano
- Preparatori atletici: Paolo Baffoni, William Tillson, Daniele Tognaccini

Area sanitaria
- Coordinatore sanitario: Jean Pierre Meersseman
- Medico sociale: Rodolfo Tavana
- Massaggiatori: Giancarlo Bertassi, Roberto Boerci, Giorgio Puricelli, Tomislav Vrbnjak

## Rosa
| N. |                      | Ruolo | Calciatore                            |
| -- | -------------------- | ----- | ------------------------------------- |
| 1  | Italia (bandiera)    | P     | Sebastiano Rossi                      |
| 2  | Danimarca (bandiera) | D     | Thomas Helveg                         |
| 3  | Italia (bandiera)    | D     | Paolo Maldini (capitano)              |
| 4  | Italia (bandiera)    | C     | Demetrio Albertini                    |
| 5  | Italia (bandiera)    | D     | Alessandro Costacurta (vice capitano) |
| 7  | Ucraina (bandiera)   | A     | Andrij Ševčenko                       |
| 8  | Italia (bandiera)    | C     | Gennaro Gattuso                       |
| 9  | Italia (bandiera)    | A     | Gianni Comandini                      |
| 10 | Croazia (bandiera)   | C     | Zvonimir Boban                        |
| 11 | Spagna (bandiera)    | A     | José Mari                             |
| 12 | Italia (bandiera)    | P     | Christian Abbiati                     |
| 13 | Brasile (bandiera)   | D     | Júlio César                           |
| 13 | Georgia (bandiera)   | D     | K'akhaber K'aladze                    |
| 15 | Italia (bandiera)    | C     | Diego De Ascentis                     |
| 16 | Argentina (bandiera) | C     | Fernando Redondo                      |
| 17 | Croazia (bandiera)   | C     | Dražen Brnčić                         |
| 18 | Brasile (bandiera)   | C     | Leonardo                              |
| 19 | Argentina (bandiera) | D     | José Chamot                           |

| N. |                      | Ruolo | Calciatore              |
| -- | -------------------- | ----- | ----------------------- |
| 20 | Germania (bandiera)  | A     | Oliver Bierhoff         |
| 21 | Italia (bandiera)    | C     | Federico Giunti         |
| 22 | Italia (bandiera)    | P     | Valerio Fiori           |
| 23 | Italia (bandiera)    | C     | Massimo Ambrosini       |
| 24 | Argentina (bandiera) | C     | Andrés Guglielminpietro |
| 25 | Brasile (bandiera)   | D     | Roque Júnior            |
| 26 | Italia (bandiera)    | D     | Luigi Sala              |
| 27 | Brasile (bandiera)   | C     | Serginho                |
| 28 | Argentina (bandiera) | D     | Fabricio Coloccini      |
| 29 | Italia (bandiera)    | C     | Marco Donadel           |
| 32 | Brasile (bandiera)   | P     | Dida                    |
| 33 | Nigeria (bandiera)   | A     | Mohammed Aliyu Datti    |
| 33 | Francia (bandiera)   | C     | Ibrahim Ba              |
| 41 | Italia (bandiera)    | A     | Luca Saudati            |
| 55 | Uruguay (bandiera)   | C     | Pablo García            |
| 77 | Italia (bandiera)    | D     | Francesco Coco          |
| 79 | Italia (bandiera)    | D     | Daniele Daino           |

## Calciomercato

### Sessione estiva
| Acquisti | Acquisti            | Acquisti    | Acquisti                   |
| R.       | Nome                | da          | Modalità                   |
| -------- | ------------------- | ----------- | -------------------------- |
| P        | Gabriele Aldegani   | Treviso     | fine prestito              |
| P        | Dida                | Corinthians | fine prestito              |
| D        | Samir Beloufa       | Monza       | fine prestito              |
| D        | Francesco Coco      | Torino      | fine prestito              |
| D        | Daniele Daino       | Perugia     | fine prestito              |
| D        | Júlio César         | Real Madrid | definitivo                 |
| D        | Bruno N'Gotty       | Venezia     | fine prestito              |
| D        | Roque Júnior        | Palmeiras   | definitivo (20 miliardi ₤) |
| D        | Mirco Sadotti       | Lecce       | fine prestito              |
| D        | Max Tonetto         | Bologna     | fine prestito              |
| C        | Ibrahim Ba          | Perugia     | fine prestito              |
| C        | Dražen Brnčić       | Monza       | definitivo                 |
| C        | Pierluigi Orlandini | Venezia     | fine prestito              |
| C        | Fernando Redondo    | Real Madrid | definitivo (35 miliardi ₤) |
| A        | Gianni Comandini    | Vicenza     | definitivo                 |
| A        | Maurizio Ganz       | Venezia     | fine prestito              |
| A        | Alessandro Iannuzzi | Reggina     | fine prestito              |
| A        | Luca Saudati        | Empoli      | fine prestito              |
| A        | George Weah         | Chelsea     | fine prestito              |

| Cessioni | Cessioni             | Cessioni            | Cessioni                 |
| R.       | Nome                 | a                   | Modalità                 |
| -------- | -------------------- | ------------------- | ------------------------ |
| P        | Gabriele Aldegani    | Monza               | prestito                 |
| P        | Roberto Colombo      | Padova              | definitivo               |
| P        | Giorgio Frezzolini   | Inter               | risoluzione comproprietà |
| D        | Roberto Ayala        | Valencia            | definitivo               |
| D        | Samir Beloufa        | Germinal Beerschot  | prestito                 |
| D        | Bruno N'Gotty        | Olympique Marsiglia | definitivo               |
| D        | Mirco Sadotti        | Pescara             | comproprietà             |
| D        | Carlo Teodorani      | Ternana             | definitivo               |
| D        | Max Tonetto          | Lecce               | comproprietà             |
| D        | Taribo West          | Derby County        | prestito                 |
| C        | Diego De Ascentis    | Torino              | definitivo               |
| C        | Pierluigi Orlandini  | Brescia             | definitivo               |
| A        | Mohammed Aliyu Datti | Monza               | prestito                 |
| A        | Maurizio Ganz        | Atalanta            | definitivo               |
| A        | Mattia Graffiedi     | Ternana             | prestito                 |
| A        | Alessandro Iannuzzi  | Monza               | prestito                 |
| A        | Luca Saudati         | Perugia             | comproprietà             |
| A        | George Weah          | Manchester City     | svincolato               |

### Sessione invernale
| Acquisti | Acquisti           | Acquisti        | Acquisti   |
| R.       | Nome               | da              | Modalità   |
| -------- | ------------------ | --------------- | ---------- |
| D        | K'akhaber K'aladze | Dinamo Kiev     | definitivo |
| C        | Pablo García       | Atlético Madrid | definitivo |

| Cessioni | Cessioni           | Cessioni      | Cessioni   |
| R.       | Nome               | a             | Modalità   |
| -------- | ------------------ | ------------- | ---------- |
| D        | Fabricio Coloccini | San Lorenzo   | prestito   |
| D        | Júlio César        | Real Sociedad | definitivo |
| C        | Dražen Brnčić      | Vicenza       | prestito   |

## Risultati

### Serie A

#### Girone di andata
| Arbitro: | Braschi (Prato) |

|                           |           |  |
| Bierhoff 15’ Ševčenko 84’ | Marcatori |  |

| Arbitro: | Tombolini (Ancona) |

|                          |           |              |
| Bia 20’ Piacentini 90+4’ | Marcatori | 62’ Ševčenko |

| Arbitro: | Braschi (Prato) |

|                            |           |                         |
| Ambrosini 59’ Ševčenko 60’ | Marcatori | 67’ Trezeguet 90’ Conte |

| Arbitro: | Cesari (Genova) |

|               |           |  |
| Mboma 4’, 66’ | Marcatori |  |

| Arbitro: | Rosetti (Torino) |

|                                               |           |                                    |
| Serginho 23’ Bierhoff 48’ Ševčenko 63’ (rig.) | Marcatori | 21’, 45’ (rig.) Doni 45+2’ Rossini |

| Arbitro: | Trentalange (Torino) |

|            |           |                                       |
| Madsen 71’ | Marcatori | 67’ Bierhoff 74’ (rig.), 86’ Ševčenko |

| Arbitro: | Borriello (Mantova) |

|           |           |              |
| Baggio 3’ | Marcatori | 53’ Ševčenko |

| Arbitro: | De Santis (Tivoli) |

|               |           |  |
| Ambrosini 44’ | Marcatori |  |

| Arbitro: | Trentalange (Torino) |

|  |           |              |
|  | Marcatori | 52’ Ševčenko |

| Arbitro: | Pellegrino (Barcellona Pozzo di Gotto) |

|                                                     |           |                |
| Leonardo 20’ Ševčenko 27’, 31’ (rig.) José Mari 88’ | Marcatori | 22’ Conticchio |

| Arbitro: | Rosetti (Torino) |

|              |           |               |
| Bonazzoli 4’ | Marcatori | 22’ Ambrosini |

| Arbitro: | Preschern (Mestre) |

|              |           |                        |
| Ševčenko 25’ | Marcatori | 21’ Saudati 58’ Vryzas |

| Arbitro: | Rodomonti (Teramo) |

|                        |           |                               |
| Boban 65’ Bierhoff 85’ | Marcatori | 11’ Hakan Şükür 72’ Di Biagio |

| Arbitro: | Farina (Novi Ligure) |

|                                                  |           |  |
| Nuno Gomes 15’ Cois 47’ Chiesa 72’ Rui Costa 87’ | Marcatori |  |

| Arbitro: | Rosetti (Torino) |

|                               |           |                       |
| Leonardo 3’ Ševčenko 22’, 44’ | Marcatori | 40’, 86’ (rig.) Totti |

| Arbitro: | Farina (Novi Ligure) |

|            |           |              |
| Hübner 48’ | Marcatori | 27’ Bierhoff |

| Arbitro: | P. Rossi (Ciampino) |

|              |           |  |
| Leonardo 79’ | Marcatori |  |

#### Girone di ritorno
| Arbitro: | Trentalange (Torino) |

|                  |           |  |
| Dabo 9’ Toni 72’ | Marcatori |  |

| Arbitro: | Pellegrino (Barcellona Pozzo di Gotto) |

|                              |           |                               |
| Ševčenko 23’, 32’ Sala 90+2’ | Marcatori | 55’, 75’ Cipriani 81’ Signori |

| Arbitro: | Braschi (Prato) |

|                                 |           |  |
| Tudor 9’ Inzaghi 67’ Zidane 91’ | Marcatori |  |

| Arbitro: | Trentalange (Torino) |

|                                  |           |                           |
| Maldini 22’ Guglielminpietro 50’ | Marcatori | 24’ Milošević 84’ Amoroso |

| Arbitro: | Rodomonti (Teramo) |

|          |           |                    |
| Ganz 62’ | Marcatori | 24’ (aut.) Lorenzi |

| Arbitro: | Treossi (Forlì) |

|                                                 |           |  |
| Coco 7’ Ševčenko 45+1’ (rig.), 92’ Serginho 81’ | Marcatori |  |

| Arbitro: | Farina (Novi Ligure) |

|           |           |  |
| Boban 60’ | Marcatori |  |

| Napoli 8 aprile 2001, ore 15:00 CEST 25ª giornata | Napoli           | 0 – 0 referto | Milan | Stadio San Paolo (39 400 spett.)\| Arbitro: \| Rosetti (Torino) \| |
| Arbitro:                                          | Rosetti (Torino) |               |       |                                                                    |

| Arbitro: | Tombolini (Ancona) |

|                                      |           |  |
| Kaladze 9’ Serginho 33’ Ševčenko 72’ | Marcatori |  |

| Arbitro: | Borriello (Mantova) |

|                                              |           |                                       |
| Lucarelli 35’ (rig.) Vugrinec 46’ Savino 66’ | Marcatori | 38’ Bierhoff 42’ Ševčenko 90’ Kaladze |

| Arbitro: | Paparesta (Bari) |

|                     |           |  |
| Ševčenko 69’ (rig.) | Marcatori |  |

| Arbitro: | Trentalange (Torino) |

|                |           |                     |
| Vryzas 5’, 50’ | Marcatori | 31’ (rig.) Ševčenko |

| Arbitro: | Collina (Viareggio) |

|  |           |                                                             |
|  | Marcatori | 3’, 19’ Comandini 53’ Giunti 67’, 78’ Ševčenko 81’ Serginho |

| Arbitro: | Rodomonti (Teramo) |

|              |           |                 |
| Ševčenko 28’ | Marcatori | 11’, 18’ Chiesa |

| Arbitro: | Cesari (Genova) |

|              |           |            |
| Montella 64’ | Marcatori | 45+1’ Coco |

| Arbitro: | Rosetti (Torino) |

|               |           |             |
| José Mari 67’ | Marcatori | 69’ Bachini |

| Arbitro: | Farina (Novi Ligure) |

|                              |           |             |
| Morabito 77’ Paulo Costa 82’ | Marcatori | 69’ Kaladze |

### Coppa Italia
| Arbitro: | Borriello (Mantova) |

|           |           |                                        |
| Pinga 74’ | Marcatori | 42’, 89’ Guglielminpietro 60’ Bierhoff |

| Arbitro: | Saccani (Mantova) |

|  |           |                    |
|  | Marcatori | 14’ (rig.) Schwoch |

| Arbitro: | Farina (Novi Ligure) |

|                                                     |           |                           |
| Leonardo 30’, 65’ José Mari 54’ (rig.) Ševčenko 88’ | Marcatori | 20’ Ganz 47’ (rig.) Nappi |

| Arbitro: | Paparesta (Bari) |

|                    |           |           |
| Nappi 14’ Doni 90’ | Marcatori | 20’ Boban |

| Arbitro: | Borriello (Mantova) |

|                            |           |                        |
| Ambrosini 66’ Giunti 90+2’ | Marcatori | 17’ Chiesa 75’ Bressan |

| Arbitro: | Borriello (Mantova) |

|                          |           |  |
| Chiesa 42’ Rui Costa 82’ | Marcatori |  |

### Champions League

#### Terzo turno preliminare
| Arbitro: | Hamer |

|                                 |           |               |
| Ševčenko 22’, 59’ Comandini 89’ | Marcatori | 20’ Pilipović |

| Arbitro: | Ansuátegui Roca |

|  |           |                                 |
|  | Marcatori | 23’, 43’ Ševčenko 56’ José Mari |

#### Prima fase a gironi
| Arbitro: | Wójcik |

|                                                |           |                   |
| Coco 36’ Bierhoff 43’ Ševčenko 45’ (rig.), 77’ | Marcatori | 20’ (rig.) Tayfur |

| Arbitro: | Benkö |

|            |           |  |
| Bowyer 88’ | Marcatori |  |

| Arbitro: | Krug |

|  |           |                       |
|  | Marcatori | 45’ Coco 71’ Bierhoff |

| Arbitro: | Dallas |

|                                  |           |                       |
| Albertini 25’, 39’ José Mari 45’ | Marcatori | 18’, 42’, 68’ Rivaldo |

| Arbitro: | Strampe |

|  |           |                            |
|  | Marcatori | 38’ Ševčenko 43’ José Mari |

| Arbitro: | Nielsen |

|              |           |            |
| Serginho 67’ | Marcatori | 45’ Matteo |

#### Seconda fase a gironi
| Arbitro: | Meier |

|                                   |           |                          |
| José Mari 48’ Ševčenko 73’ (rig.) | Marcatori | 38’ Jardel 41’ Hasan Şaş |

| Arbitro: | Poll |

|  |           |              |
|  | Marcatori | 45+1’ Helveg |

| Arbitro: | Frisk |

|              |           |            |
| Leonardo 26’ | Marcatori | 30’ Anelka |

| Arbitro: | Wegereef |

|            |           |               |
| Robert 75’ | Marcatori | 90’ José Mari |

| Arbitro: | Krug |

|                     |           |  |
| Hagi 20’ Jardel 86’ | Marcatori |  |

| Arbitro: | Dallas |

|                     |           |                      |
| Ševčenko 86’ (rig.) | Marcatori | 74’ (rig.) Djalminha |

## Statistiche

### Statistiche di squadra
| Competizione     | Punti | In casa | In casa | In casa | In casa | In casa | In casa | In trasferta | In trasferta | In trasferta | In trasferta | In trasferta | In trasferta | Totale | Totale | Totale | Totale | Totale | Totale | DR  |
| Competizione     | Punti | G       | V       | N       | P       | Gf      | Gs      | G            | V            | N            | P            | Gf           | Gs           | G      | V      | N      | P      | Gf     | Gs     | DR  |
| ---------------- | ----- | ------- | ------- | ------- | ------- | ------- | ------- | ------------ | ------------ | ------------ | ------------ | ------------ | ------------ | ------ | ------ | ------ | ------ | ------ | ------ | --- |
| Serie A          | 49    | 17      | 9       | 6       | 2       | 35      | 20      | 17           | 3            | 7            | 7            | 21           | 26           | 34     | 12     | 13     | 9      | 56     | 46     | +10 |
| Coppa Italia     | -     | 3       | 1       | 1       | 1       | 6       | 5       | 3            | 1            | 0            | 2            | 4            | 5            | 6      | 2      | 1      | 3      | 10     | 10     | 0   |
| Champions League | -     | 7       | 2       | 5       | 0       | 15      | 10      | 7            | 4            | 1            | 2            | 9            | 4            | 14     | 6      | 6      | 2      | 24     | 14     | +10 |
| Totale           | -     | 27      | 12      | 12      | 3       | 56      | 35      | 27           | 8            | 8            | 11           | 34           | 35           | 54     | 20     | 20     | 14     | 90     | 70     | +20 |

### Statistiche dei giocatori
Sono in corsivo i calciatori che hanno lasciato la società durante la stagione.
| Giocatore           | Serie A  | Serie A | Serie A     | Serie A    | Coppa Italia | Coppa Italia | Coppa Italia | Coppa Italia | Champions League | Champions League | Champions League | Champions League | Totale   | Totale | Totale      | Totale     |
| Giocatore           | Presenze | Reti    | Ammonizioni | Espulsioni | Presenze     | Reti         | Ammonizioni  | Espulsioni   | Presenze         | Reti             | Ammonizioni      | Espulsioni       | Presenze | Reti   | Ammonizioni | Espulsioni |
| ------------------- | -------- | ------- | ----------- | ---------- | ------------ | ------------ | ------------ | ------------ | ---------------- | ---------------- | ---------------- | ---------------- | -------- | ------ | ----------- | ---------- |
| C. Abbiati          | 21       | -31     | 1           | 0          | 4            | -8           | 0            | 0            | 7                | -8               | 0                | 0                | 32       | -47    | 1           | 0          |
| D. Albertini        | 12       | 0       | 4           | 0          | 2            | 0            | 0            | 0            | 11               | 2                | 3                | 0                | 25       | 2      | 7           | 0          |
| M. Aliyu Datti      | 0        | 0       | 0           | 0          | 1            | 0            | 0            | 0            | 0                | 0                | 0                | 0                | 1        | 0      | 0           | 0          |
| M. Ambrosini        | 16       | 3       | 7           | 0          | 3            | 1            | 0            | 0            | 7                | 0                | 2                | 0                | 26       | 4      | 9           | 0          |
| I. Ba               | 5        | 0       | 0           | 0          | 2            | 0            | 0            | 0            | 4                | 0                | 0                | 0                | 11       | 0      | 0           | 0          |
| O. Bierhoff         | 27       | 6       | 2           | 0          | 5            | 1            | 0            | 0            | 10               | 2                | 1                | 0                | 42       | 9      | 3           | 0          |
| Z. Boban            | 16       | 2       | 0           | 0          | 3            | 1            | 0            | 0            | 7                | 0                | 0                | 0                | 26       | 3      | 0           | 0          |
| D. Brnčić           | 1        | 0       | 0           | 0          | 3            | 0            | 1            | 0            | 1                | 0                | 0                | 0                | 5        | 0      | 1           | 0          |
| J. Chamot           | 14       | 0       | 3           | 0          | 2            | 0            | 0            | 0            | 9                | 0                | 3                | 0                | 25       | 0      | 6           | 0          |
| F. Coco             | 30       | 2       | 3           | 0          | 3            | 0            | 0            | 0            | 11               | 2                | 1                | 0                | 44       | 4      | 4           | 0          |
| F. Coloccini        | 0        | 0       | 0           | 0          | 0            | 0            | 0            | 0            | 0                | 0                | 0                | 0                | 0        | 0      | 0           | 0          |
| G. Comandini        | 13       | 2       | 0           | 0          | 1            | 0            | 0            | 0            | 4                | 1                | 0                | 0                | 18       | 3      | 0           | 0          |
| A. Costacurta       | 18       | 0       | 5           | 0          | 2            | 0            | 1            | 0            | 6                | 0                | 3                | 0                | 26       | 0      | 9           | 0          |
| D. Daino            | 1        | 0       | 0           | 0          | 0            | 0            | 0            | 0            | 0                | 0                | 0                | 0                | 1        | 0      | 0           | 0          |
| D. De Ascentis      | 0        | 0       | 0           | 0          | 2            | 0            | 0            | 0            | 1                | 0                | 0                | 0                | 3        | 0      | 0           | 0          |
| Dida                | 1        | -2      | 0           | 0          | 0            | -0           | 0            | 0            | 6                | -5               | 0                | 0                | 7        | -7     | 0           | 0          |
| M. Donadel          | 1        | 0       | 0           | 0          | 0            | 0            | 0            | 0            | 0                | 0                | 0                | 0                | 1        | 0      | 0           | 0          |
| V. Fiori            | 0        | -0      | 0           | 0          | 0            | -0           | 0            | 0            | 0                | -0               | 0                | 0                | 0        | -0     | 0           | 0          |
| P. García           | 5        | 0       | 0           | 0          | 0            | 0            | 0            | 0            | 1                | 0                | 0                | 0                | 6        | 0      | 0           | 0          |
| G. Gattuso          | 24       | 0       | 6           | 0          | 2            | 0            | 0            | 0            | 10               | 0                | 4                | 0                | 36       | 0      | 10          | 0          |
| F. Giunti           | 24       | 1       | 5           | 1          | 6            | 1            | 2            | 0            | 7                | 0                | 3                | 0                | 37       | 2      | 10          | 1          |
| A. Guglielminpietro | 13       | 1       | 1           | 0          | 3            | 2            | 1            | 0            | 6                | 0                | 0                | 0                | 22       | 3      | 2           | 0          |
| T. Helveg           | 28       | 0       | 7           | 0          | 5            | 0            | 0            | 0            | 9                | 1                | 2                | 0                | 42       | 1      | 9           | 0          |
| José Mari           | 21       | 2       | 1           | 0          | 4            | 1            | 1            | 0            | 9                | 5                | 2                | 0                | 34       | 8      | 4           | 0          |
| Júlio César         | 4        | 0       | 0           | 0          | 1            | 0            | 0            | 0            | 0                | 0                | 0                | 0                | 5        | 0      | 0           | 0          |
| K. Kaladze          | 17       | 3       | 2           | 1          | 1            | 0            | 0            | 0            | 0                | 0                | 0                | 0                | 18       | 3      | 2           | 1          |
| Leonardo            | 22       | 3       | 0           | 0          | 5            | 2            | 0            | 0            | 5                | 1                | 1                | 0                | 32       | 6      | 1           | 0          |
| P. Maldini          | 31       | 1       | 5           | 0          | 4            | 0            | 0            | 0            | 14               | 0                | 2                | 0                | 49       | 1      | 7           | 0          |
| F. Redondo          | 0        | 0       | 0           | 0          | 0            | 0            | 0            | 0            | 0                | 0                | 0                | 0                | 0        | 0      | 0           | 0          |
| Roque Júnior        | 22       | 0       | 3           | 0          | 5            | 0            | 0            | 1            | 8                | 0                | 0                | 1                | 35       | 0      | 3           | 2          |
| S. Rossi            | 14       | -13     | 0           | 0          | 2            | -2           | 1            | 0            | 1                | -1               | 0                | 0                | 17       | -16    | 1           | 0          |
| L. Sala             | 13       | 1       | 2           | 0          | 3            | 0            | 1            | 0            | 4                | 0                | 1                | 0                | 20       | 1      | 4           | 0          |
| L. Saudati          | 0        | 0       | 0           | 0          | 2            | 0            | 0            | 0            | 2                | 0                | 0                | 0                | 4        | 0      | 0           | 0          |
| Serginho            | 21       | 4       | 1           | 1          | 5            | 0            | 0            | 0            | 11               | 1                | 0                | 0                | 37       | 5      | 1           | 1          |
| A. Ševčenko         | 34       | 24      | 0           | 0          | 3            | 1            | 0            | 0            | 14               | 9                | 1                | 0                | 51       | 34     | 1           | 0          |

## Giovanili

La squadra Primavera allenata da Mauro Tassotti, vincitrice della Coppa Carnevale a Viareggio.

### Organigramma
- Primavera
  - Allenatore: Mauro Tassotti[23]

### Piazzamenti
- Primavera:
  - Campionato: ?
  - Coppa Italia: ?
  - Torneo di Viareggio: vincitore[23]